# Claude Robillard
 (mai 2016).
Si vous disposez d'ouvrages ou d'articles de référence ou si vous connaissez des sites web de qualité traitant du thème abordé ici, merci de compléter l'article en donnant les références utiles à sa vérifiabilité et en les liant à la section « Notes et références ».
Claude Robillard, né à Montréal le 30 juin 1911 et mort le 24 mai 1968 dans la même ville, est un ingénieur, humaniste et écrivain canadien.
Il fut le premier directeur du Service des parcs de la Ville de Montréal de 1953 à 1961.

## Biographie
Fils de Tancrède Robillard et d’Adrienne Lamalice, Claude Robillard est né à Montréal en 1911. En 1938, il épouse Denyse Guimont, fille d’Ernest Guimont et de Marie St-Jacques. De cette union naissent deux filles, Claude et Line. À la suite du décès de Denyse, il épouse le 2 septembre 1944 à St-Vallier-de-Bellechasse, Thérèse Amos, fille d’Arthur Amos et de Mathilde Beaudry. Naissent ensuite Marie, Andrée, Jean et Philippe.
Il fait ses études collégiales au Collège Sainte-Marie puis en 1935, il obtient son diplôme en génie électrique de l'Université McGill.

### Carrière
À la suite de l’obtention de son diplôme, il travaille comme ingénieur pour les compagnies Bell (1935-1942) et Quebec Power (1942-1944).

### Ville de Montréal, service des parcs
Il entre à la Ville de Montréal en 1945 comme assistant-directeur au département des travaux publics, puis en 1951, il est nommé ingénieur-surintendant à la Division des parcs et terrains de jeu de Montréal et devient le premier directeur du nouveau service des Parcs de la Ville de Montréal le 1er mai 1953.
Il s’emploie à embellir les espaces verts de la métropole et à multiplier les services de récréation, le nombre de terrains de jeux passant de neuf en 1942 à plus de cent en 1950. Il introduit aussi dans les loisirs des activités culturelles.
Il a été à l'origine de la Roulotte, un théâtre populaire ambulant dirigé à partir de 1952 par Paul Buissonneau. Conçu d’une part pour présenter dans les parcs de la ville des spectacles pour les enfants et d’autre part pour permettre aux enfants des quartiers visités de vivre une expérience théâtrale en participant eux-mêmes à des spectacles sur la scène.
C’est aussi sous sa direction que le parc Lafontaine est complètement réaménagé. En juillet 1956, le Théâtre de la Verdure y est inauguré. S’inspirant des amphithéâtres antiques, Claude Robillard a l’idée de bâtir en plein air une scène de spectacle d’une capacité de 4 000 sièges. On y présentera pendant plusieurs années du théâtre, des opérettes, des ballets et des concerts populaires. Le théâtre deviendra une boîte à chanson où se produiront, entre autres, Clémence DesRochers, Raymond Lévesque, Pauline Julien et Yvon Deschamps.
Le Jardin des merveilles du parc Lafontaine, inauguré en juillet 1957, est un jardin zoologique créé pour  les enfants avec des animaux vivant dans un décor de contes de fées, de fables et de comptines populaires.

### Urbanisme
Il est nommé en 1961 Directeur du Service d’urbanisme qu’il modernise. Il est l'un des responsables des grands chantiers de la Place Ville-Marie et est directeur de la corporation pour le projet de la Place des Arts.
Il est aussi le Premier Directeur de l’aménagement de la compagnie de Expo 67. Son affection pour la littérature l’a conduit à proposer le thème d’Expo 67, Terre des hommes en référence au roman d’Antoine De Saint-Exupéry.
Le Service de l’urbanisme de la Ville de Montréal faisant partie du Bureau du Métro, il est décidé dès sa conception d'en faire l'un des plus beaux métros au monde. Claude Robillard, assisté d’une équipe dont faisait partie Guy R. Legault, propose qu'on y installe des œuvres d'art et qu'un architecte différent réalise chaque station. Plusieurs artistes contribuent au métro de Montréal tel que Marcelle Ferron, Jean-Paul Mousseau, Charles Daudelin, Jordi Bonet, Jacques de Tonnancour. Inauguré en décembre 1967, l’immense vitrail L’histoire de la musique à Montréal que l’on retrouve au métro Place-des-Arts est l’œuvre de Frédéric Back (L’Homme qui plantait des arbres) et est la première œuvre d’art officielle à être installée dans le métro de Montréal.

### Activités para-professionnelles
Claude Robillard est élu président de l'American Institute of Park Executives de 1957 à 1958.
Il siège aussi à divers conseils d'administration :
- Orchestre symphonique de Montréal
- Musée des Beaux-Arts de Montréal
- Vice-président du conseil d'administration du Conseil des arts du Canada en 1967
- Président Fraser-Brace Engineering
- Président Société Dyname
- Président du comité consultatif des beaux-arts pour Expo 67

### Écrivain
Auteur, il contribue à plus de 300 sketches radiophoniques et à la première revue théâtrale Les Fridolinades de Gratien Gélinas. Il écrit aussi plusieurs livres pour enfants (Mimi la fourmi, Jeannot La Flèche, L’ours Grichou, Mirabelle au long cou, La géographie pour les tout-petits), ainsi que des romans, Dilettante remportant le deuxième prix d’un concours littéraire[Lequel ?][réf. nécessaire].
Nommé en son honneur, le Complexe sportif Claude-Robillard, inauguré le 18 mai 1976, est érigé pour les Jeux olympiques de 1976.